# Conan le Flibustier
Conan le Flibustier (titre original : Conan the Freebooter) est un recueil de nouvelles, signé par Robert E. Howard, narrant les aventures du personnage de Conan le Barbare. Il s'agit du troisième tome de la vaste anthologie dirigée par Lyon Sprague de Camp et Lin Carter (le premier étant également coauteur de ce volume) au milieu des années 1960. Il fait directement suite au volume intitulé Conan le Cimmérien, bien que les nouvelles n'aient que des liens très ténus entre elles.

## Éditions françaises
- Aux éditions J.-C. Lattès[1].
- Aux éditions J'ai lu, en septembre 1985.  (ISBN 2-277-21891-X)

## Nouvelles
(Présentées dans l'ordre retenu dans l'édition originale)
1. Des éperviers sur Shem - Howard & de Camp (Hawks Over Shem)[2]
2. Le Colosse noir - Howard (Black Colossus)
3. Des ombres dans la clarté lunaire - Howard (Shadows in the Moonlight)
4. La Route des aigles - Howard & de Camp (The Road of the Eagles)[3]
5. Une sorcière viendra au monde ! - Howard (A Witch Shall be Born)